# Leucotessara
Leucotessara är ett släkte av mångfotingar. Leucotessara ingår i familjen orangeridubbelfotingar.
Kladogram enligt Catalogue of Life:
| Leucotessara | \| \| Leucotessara lucida \| \| \| \| \| \| Leucotessara michaelseni \| \| \| \| |
|              | \| \| Leucotessara lucida \| \| \| \| \| \| Leucotessara michaelseni \| \| \| \| |
|              | Leucotessara lucida                                                              |
|              |                                                                                  |
|              | Leucotessara michaelseni                                                         |
|              |                                                                                  |